# Nina Koivumäki
Nina Koivumäki-Luukkainen (ur. 23 lipca 1985) – fińska judoczka. Olimpijka z Pekinu 2008, gdzie zajęła dziewiąte miejsce wadze lekkiej.
Piąta na mistrzostwach świata w 2007; uczestniczka zawodów w 2005 i 2009. Startowała w Pucharze Świata w latach 2003-2007 i 2009. Piąta na mistrzostwach Europy w 2006 roku. Pięciokrotna mistrzyni kraju.

## Letnie Igrzyska Olimpijskie 2008
| Konkurencja | Eliminacje     | Repasaże             | Repasaże          | Klas. końcowa |
| Konkurencja | Przeciwnik I   | Przeciwnik I         | Przeciwnik II     | Miejsce       |
| ----------- | -------------- | -------------------- | ----------------- | ------------- |
| 57 kg       | Xu Yan (CHN) P | Lila Latrous (ALG) Z | Aiko Satō (JPN) P | 9.            |